# Vystrčenovice
Vystrčenovice (německy Wistertschenowitz) jsou obec v okrese Jihlava v kraji Vysočina. Žije zde 121 obyvatel.

## Název
Na vesnici bylo přeneseno původní pojmenování jejích obyvatel Vystrčenovici. Jeho význam nejspíš byl "lidé bydlící ve vystrčené vsi", tj. takové, která ležela stranou od ostatních sídel. Nedá se nicméně vyloučit, že existovalo osobní jméno Vystrčen a obyvatelské jméno by pak znamenalo "Vystrčenovi lidé". Vývoj jména v písemných pramenech: Vystržinowicze (1678), Wisteržinowicze (1718), Wysrcženowitz (1720), Wistrtschenowitz a Wistrčenowice (1846), Wistertschenowitz a Vystrčenovice (1872), Vystrčenovic (1881 a 1924). Pojmenování je rodu ženského, čísla pomnožného a genitiv zní Vystrčenovic.

## Historie
První písemná zmínka o obci pochází z roku 1436.

## Přírodní poměry
Nachází se šest kilometrů jihovýchodně od Telče. Geomorfologicky je oblast součástí Křižanovské vrchoviny a jejího podcelku Brtnická vrchovina, v jejíž rámci spadá pod geomorfologický okrsek Markvartická pahorkatina. Průměrná nadmořská výška činí 558 metrů. Nejvyšší bod o nadmořské výšce 580 metrů stojí severně od obce. Vystřenovicemi protéká bezejmenný potok, který se jihovýchodně od vsi vlévá do Řečice, ta tvoří východní hranici katastru obce a rozkládá se na ní Vodní nádrž Nová Říše a Brázdův rybník. Část území evropsky významné lokality a přírodní památky Nová Říše zasahuje i do katastru Vystrčenovic.

## Obyvatelstvo
Podle sčítání 1930 zde žilo v 34 domech 188 obyvatel. 188 obyvatel se hlásilo k československé národnosti. Žilo zde 187 římských katolíků a 1 příslušník Církve československé husitské.
| Rok            | 1869 | 1880 | 1890 | 1900 | 1910 | 1921 | 1930 | 1950 | 1961 | 1970 | 1980 | 1991 | 2001 | 2011 | 2021 |
| -------------- | ---- | ---- | ---- | ---- | ---- | ---- | ---- | ---- | ---- | ---- | ---- | ---- | ---- | ---- | ---- |
| Počet obyvatel | 197  | 197  | 169  | 175  | 193  | 189  | 188  | 142  | 141  | 146  | 148  | 133  | 116  | 100  | 112  |
| Počet domů     | 35   | 35   | 36   | 36   | 36   | 34   | 34   | 36   | 31   | 30   | 30   | 31   | 28   | 33   | 35   |

## Obecní správa a politika
V letech 1961–1969 byly místní částí Zvolenovic, 1. ledna 1970 se staly opět samostatnou obcí.

### Politika
Obec má 7členné zastupitelstvo, v jehož čele stojí od roku 2010 starosta Vladimír Drexler, v letech 2006-2010 funkci vykonávala Jana Šalandová. Ve volbách roku 2010 kandidovali jednotliví kandidáti na samostatných kandidátkách. Volební účast činila 72,41 %.
Vystrčenovice jsou členem Mikroregionu Telčsko a místní akční skupiny Mikroregionu Telčsko.

## Hospodářství a doprava
V obci sídlí firma VODÁRENSKÁ AKCIOVÁ SPOLEČNOST, a.s. a tesařství. Obcí prochází silnice III. třídy č. 11270, která se východně napojuje na komunikaci II. třídy č. 112 z Nové Říše do Zvolenovic. Dopravní obslužnost zajišťují dopravci ICOM transport a ČSAD Jindřichův Hradec. Autobusy jezdí ve směrech Dačice, Budeč, Nová Říše, Telč, Řásná, Studená a Želetava. Obcí prochází cyklistická trasa č. 5125 ze Zvolenovic do Nové Říše, červeně značená turistická trasa z Dyjice do Nové Říše a Naučná stezka Otokara Březiny.

## Školství, kultura a sport
Místní děti dojíždějí do základní školy v Nové Říši. Sbor dobrovolných hasičů Vystrčenovice vznikl v roce 1952.

## Pamětihodnosti
- Výklenková kaplička – poklona (před vesnicí)